# Fall Out Boy
Fall Out Boy este o formație rock americană din Wilmette, Illinois, o suburbie din Chicago, formată în 2001. Formația consistă din vocalistul/chitaristul ritmic Patrick Stump, bassistul Pete Wentz, chitaristul Joe Trohman, și toboșarul Andrew Hurley. Formația își are originile din scena hardcore punk din Chicago, în care Wentz a fost implicat. Grupul a fost format de către Wentz și Trohman ca un proiect paralel pop punk, iar Stump li s-a alăturat mai târziu. Grupul a trecut printr-o succesiune de toboșari înainte să îl aleagă pe Hurley și să înregistreze albumul lor de debut, Take This to Your Grave (2003), care a ajuns un mare succes iar formația a câștigat mulți fani în timpul turneelor lor, și de asemenea un succes comercial.
Cu Wentz fiind textierul principal al formației și Stump fiind principalul compozitor, albumul formației din 2005, From Under the Cork Tree, a produs două single-uri de succes, „Sugar, We're Goin Down” și „Dance, Dance”, și a fost certificat ca dublu platină, transformând grupul în superstaruri și făcându-l pr Wentz o celebritate și o personalitate demnă de tabloide. Fall Out Boy a primit o nominalizare Grammy pentru cei mai buni artiști noi în 2006. Următorul album din 2007, Infinity on High, a ajuns numărul unu pe Billboard 200 cu 260,000 de vânzări în prima sa săptămână. Albumul a produs doua single-uri de succes, „This Ain't a Scene, It's an Arms Race” și „Thnks fr th Mmrs”. Folie à Deux, cel de-al patrulea album al formației, a creat un răspuns mix din partea faniilor și nu a fost un succes comercial. După lansarea primei lor compilații, Believers Never Die – Greatest Hits, formația a luat un hiat din 2009 până în 2012 pentru a se „decomprima”, și să explore alte proiecte. Ei s-au regrupat și au înregistrat Save Rock and Roll (2013), care i-a dat formației a doua carieră de numărul unu și a produs single-ul de triplă platină din top 20, „My Songs Know What You Did in the Dark (Light Em Up)”. Cel de-al șaselea album de studio, American Beauty/American Psycho (2015), care a fost lansat peste tot în lume prin Island Records, a fost precedat de hit-ul din top 10 certificat cu 2x Platină, „Centuries”. Albumul a ajuns No. 1, acesta devenind al treilea album No. 1 al formației.
În timp ce muzica formației Fall Out Boy a fost tipic descrisă ca pop punk și pop rock, formația a fost văzută în mijlocul anilor 2000 ca explozia „emo pop”. Take This to Your Grave a fost citat foarte des ca o schiță influentă a muzici pop punk a aniilor 2000.

## Istorie

### 2001–02: Începuturile carierei
Fall Out Boy a fost formată în 2001 în suburbia orașului Chicago, Wilmette, Illinois, de prietenii Pete Wentz și Joe Trohman. Wentz era un „accesoriu vizibil” a scenei relativ mică de hardcore punk din Chicago pe la sfârșitul anilor 1990, făcând parte din diferite grupuri precum Birthright, Extinction și First Born, la fel ca și formația de metalcore, Arma Angelus și cea mai politică, Racetraitor, „o formație care reușea să ajungă pe coperta fanzinelor Maximumrocknroll și Heartattack înainte de a lansa o singură notă muzicală”. Wentz devenise nemulțumit de obiceiurile schimbătoare ale comunității, pe care le vedea ca o tranziție de la activism politic la un accent pe mosh și breakdown-uri. Cum entuziazmul cu Arma Angelus a început să scadă, el a creat un proiect paralel pop punk cu Trohman ca un proiect „ușor și evazionist”. Trohman l-a întâlnit pe Patrick Stump, pe atunci el fiind un toboșar pentru formația de grindcore, Xgrinding processX și o gazdă a altor formații care „nu au reușit niciodată” la un magazin de cărți Borders în Wilmette. În timp ce discuta despre Neurosis cu un prieten, Stump a întrerupt conversația ca să 
le corecteze clasificarea lor a formației într-o conversație care a dus la noua formație. Stump, văzând-o ca pe o oportunitate să încerce să interpreteze cu „celebritatea hardcore locală” Wentz, i-a arătat lui Trohman pagina sa pe MP3.com, care conținea înregistrări acustice. Stump a vrut să încerce să fie toboșarul, dar Trohman a insistat să își aducă chitara acustică; el i-a impresionat cu cântece de pe albumul Through Being Cool a formației Saves the Day. În timp ce Wentz l-a vrut pe colegul său din Racetraitor, Andy Hurley, în grup ca toboșar, Hurley a părut neinteresat și prea ocupat.
Prima performanță publică a formației a avut loc într-o cantină la Universitatea DePaul alăruri de Stilwell și alt grup care a interpretat Black Sabbath în întregime. Singura performanță a trupei cu chitaristul John Flamandan și toboșarul original Ben Rose a fost în retrospectivă descrisă ca „aiurea” și „rea”, dar Trohman a făcut un efort activ ca formația să funcționeze, făcându-i pe membrii să repete. Wentz și Stump s-au certat în privința numelui trupei; fostele prolixe favorizate, nume neserioase în timp ce mai târziu au fost dorite referințe la Tom Waits în nume. După ce au creat o listă scurtă de nume care includea „Fall Out Boy”, un personaj fictiv din Familia Simpson și Bongo Comics, prietenii au votat pentru acest nume. Cea de-a doua performanță, la o universitate din sudul Illinoisului cu The Killing Tree, a început cu Wentz introducând formația cu un nume despre care Stump spunea că este „foarte lung”. În conformitate cu Stump, un membru din audiență a strigat, „La naiba, nu, sunteți Fall Out Boy!”, iar trupa a fost mai târziu creditată la spectacol sub acel nume de solistul formației The Killing Tree, Tim McIlrath. Cum membrii grupului erau mari fani ai lui McIlrath, iar Trohman și Stump erau mari fani al Familiei Simpson, numele a rămas. Prima casetă demo a grupului a fost înregistrată în subsolul casei lui Rose, dar mai târziu au plecat la Wisconsin ca să înregistreze un demo adecvat cu toboșarul formației 7 Angels 7 Plagues, Jared Logan, pe care Wentz îl știa prin conexiuni din scena hardcore.
Mulți alți membrii au trecut prin formație, incluzând toboșarul Mike Pareskuwicz de la Subsist și chitaristul T.J. „Racine” Kunasch. În timp ce Stump în acel moment se simțea neinteresat de grup, Wentz, în conformitate cu proprietarul casei de discuri Uprising Records, Sean Muttaqi, vedea grupul ca pe „lucrul care îl va face faimos. El avea o viziune clară”. Wentz era „deosebit de concentrat pe ducerea lucrurilor la următorul nivel”, și a început să promoveze formația prin media de socializare. Muttaqi a obținut cuvântul demoului și a vrut să lanseze jumătate din el ca un split extended play cu formația lui Hurley, Project Rocket, pe care trupa o vedea ca pe o competiție. Uprising a dorit să lanseze un album cu formația în curs de dezvoltare, care pe atunci au scris doar trei cântece. Cu ajutorul lui Logan, grupul a reușit să adune o colecție de piese în doar două zile, și le-au înregistrat ca Fall Out Boy's Evening Out with Your Girlfriend. Experiența grăbită de înregistrare și cântecele nedezvoltate au lăsat formația nemulțumită. Când formația a mers la Smart Studios în Madison, Wisconsin ca să înregistreze trei cântece de pe un posibil 7-inch cu 504 Plan, inginerul Sean O'Keefe le-a sugerat să le înregistreze cu Hurley. Hurley, de asemenea, a înregistrat un EP cu noul său grup, Kill Pill, în Chicago în aceeași zi, dar s-a grăbit la Madison ca să cânte și cu Fall Out Boy. „Încă nu era nimic permanent dar când Andy a venit, a fost diferit. A fost unul dintre acele momente de genul „a-ha””, a spus Wentz.

### 2003–04: Începuturile succesului șiTake This to Your Grave
Formația a aranjat un turneu de două săptămâni cu Spitalfield, dar Pareskuwicz nu a putut să își ia concediu de la serviciu, iar Racine a fost dat afară din trupă pentru că toți „se săturaseră de el”. Kunasch a fost înlocuit temporar de către prietenul său Brandon Hamm care cânta la chitară, alături de toboșarul Chris Envy de la recent desființata Showoff, dar amândoi au renunțat înainte de începerea turneului. În schimb formația l-a invitat pe Hurley pentru a umple golul încă odată, în timp ce Stump împrumutase una dintre chitarele lui Trohman pentru călătorie. Chiar dacă majoritatea concertelor erau anulate, formația a interpretat la orice show posibil: „Hai să susținem orice show putem. Puteți să ne plătiți în pizza”, și-a amintit Wentz. După ce turneul se încheiase, consensul general era faptul că Hurley va fi noul toboșar al formației, iar membrii formației au început să se uite printre cele trei cântece de pe split-ul nelansat ca un demo ca să le arate altor case de discuri. Trupa și-a pus ochii pe case de discuri pop punk, și au încercat cu un efort considerabil să semneze cu Drive-Thru Records. O audiție pentru co-fondatorii casei de discuri a mers foarte mediocru, iar formației i-a fost oferit să semneze cu casa de discuri paralelă, Rushmore, o ofertă pe care au refuzat-o. Ei au ajuns particular departe în discuții cu The Militia Group și Victory Records, iar Bob McLynn de la Crush Management a devenit primul manager al formației. Formația s-a întors în studio cu O'Keefe ca să înregistreze mai multe piese ca casele de discuri să devină mai interesate. Wentz s-a simțit „pe bancheta din spate” scriind cântecele și a început să se întrebe care e locul lui în formație, dar Stump l-a susținut: „Nu! Asta nu e drept! Nu mă lăsa cu trupa asta! Nu mă face să îmi placă formația asta și apoi să pleci! Asta e rahat!”
Primul vehicol de turneu al formației era un „mic V6 cu trei cilindri, și nu primea destul aer, așa că mergea destul de încet”, spune Wentz. „Trebuia să pornim aerul cald ca să ajungem la limita de viteză, așa că aveam căldura pornită pe o vreme de 120 de grade. Era atât de cald încât laminatul de plastic pe lângă geamuri. Când ploua, toți am fi fost uzi”. John Janick de la Fueled By Ramen a auzit un cântec online și a sunat la apartmentul formației, ajungând mai întâi cu Stump iar apoi vorbind cu Wentz timp de o oră. Rob Stevenson de la Island Records eventual a oferit trupei un fel de afacere în care ei le dădeau formației bani ca să semneze cu Fueled By Ramen pentru debutul lor, știind că vor putea aduce formația la radio cu albumul lor de debut. Fueled By Ramen, pe atunci cea mai mică casă de discuri independentă înghesuindu-se să semneze cu trupa, efectiv vor lansa albumul lor de debut și vor ajuta la răspândirea faniilor înainte ca ei să se mute la Island. Formația s-a parteneriat din nou cu O'Keefe la Smart Studios, terminând cele trei cântece de pe demo și înregistrând încă șapte cântece în nouă zile. Formația, conform lui Stump, „nu a dormit niciodată undeva unde putea face un duș [...] Era o fată cu care iubita lui Andy pe atunci mergea la școală care ne lăsa să dormim pe podeaua ei, dar noi am fi fost acolo doar pentru vreo patru ore la un anumit timp. Era nebunește”. Cum formația progresa, Wentz a luat versurile extrem de în serios în contrast cu Stump, care era textierul principal al formației pe atunci. Certurile din timpul sesiunilor de înregistrare au dus la „ceea ce se reduce mai reductiv la Wentz scriind versurile iar Stump scriind melodiile”.
Albumul de debut al formației, Take This to Your Grave, a fost emis de către Fueled By Ramen în mai 2003. Mai înainte, una dintre înregistrările mai vechi ale formației, Evening Out with Your Girlfriend, nu a fost lansată decât după Grave în martie 2003, când formația a obținut un impuls considerabil. „Albumul nostru a fost ceva foarte grăbit ca să generăm niște interest, dar acel interest era construit înainte să lansăm albumul”, a zis Sean Muttaqi. Formația a încercat să-i oprească pe cei de la Uprising din lansarea înregistrărilor (din cauză că relația trupei cu Muttaqi a devenit urâtă), formația văzându-le ca pe o „mare bucată de gunoi” înregistrată înainte de participarea lui Hurley pe care formația a încetat să o vadă ca pe album lor de debut. Treptat, numărul fanilor a început să crească după succesul albumului. Conform lui Wentz, show-urile au început să se termine scandalos iar grupul a fost interzis în unele locuri pentru că întreaga audiență ar ajunge pe scenă. Formația a primit recenzii pozitive concerte ulterioare la South by Southwest (SXSW) și alte aparențe în turnee. Formația s-a alăturat turneului Warped Tour pentru cinci dăți în vara anului 2004, iar odată formația a interpretat doar trei cântece când scena s-a prăbușit din cauza audienței foarte mari (au terminat cu o versiune a capella a piesei „Where Is Your Boy” cu audiența). Formația au ajuns pe coperta ediției din august 2004 a revistei Alternative Press, și Hot Topic a ajutat albumul parțial vânzând 2,000-3,000 de copii pe săptămână până la Crăciunul din 2004, când casa de discuri a considerat că formația a obținut mai mult succes.

### 2005–06:From Under the Cork Tree

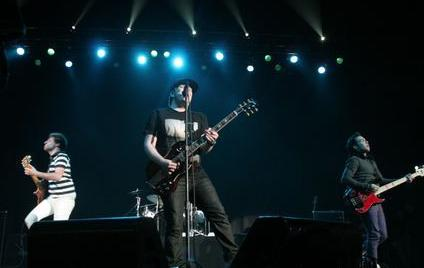
Fall Out Boy cântând în 2006.

Formația a fost lăudată exagerat de mult, și au fost considerați „următorul lucru mare”. Înainte de a înregistra următorul album, formația a lansat un EP/DVD acustic numit My Heart Will Always Be the B-Side to My Tongue. Acela era primul lor EP care a ajuns pe Billboard 200 la numărul 153. From Under the Cork Tree a fost înregistrat în Burbank, California, și a fost prima dată când trupa a rămas în California pentru o perioadă prelungită de timp. Grupul trăia în locuințe închiriate în timpul facerii albumului. În contrast cu programul grăbit de înregistrare al Take This to Your Grave, Fall Out Boy a avut un ritm mai treptat în timp ce lucrau la From Under the Cork Tree. A fost primul album de Fall Out Boy în care Stump a creat toate melodiile iar Wentz a scris toate versurile, continuând abordarea pe care au luat-o pentru câteva cântece de pe Grave. Stump a simțit că acest proces era mult mai „neted” pentru că fiecare membru se putea concentra pe abilitățiile lor proprii. El a explicat: „Nu am avut niciodată momente în care eu să fac muzica și el să spună „Nu îmi place”, iar el să-mi citească versui iar eu să spun, „Nu îmi plac versurile”. E foarte natural și distractiv”. În ciuda acesteia, formația a avut mari dificultăți creând sunetul dorit pentru album, răsfoind constant prin materiale noi. Cu două săptămâni înainte ca sesiunea de înregistrare să înceapă, grupul a abandonat zece piese și au scris încă opt, incluzând primul single al albumului, „Sugar, We're Goin Down”.
Formația a vrut să se mai uite odată peste cântece, iar când Wentz a suferit de defalcare emoțională în februarie 2005, a încercat chair să se sinucidă. El se îndepărtase de restul grupului, comunicând doar prin versuri, și a devenit obsedat de tsunamiul indian și îndoielile despre sine. „Este foarte copleșitor când ești pe punctul de a face ceva foarte mare și te gândești că va fi un mare eșec”, el a spus mai târziu. Wentz a înghițit un pumn de pastile de anxietate Ativan (el a descris acel act ca „supradozaj medicamental”) în parcarea de la Best Buy din Chicago. După ce a fost dus degrabă la spital și stomacul i-a fost curățat, Wentz s-a mutat înapoi acasă la Wilmette ca să locuiască cu părinții.
From Under the Cork Tree a debutat și a ajuns numărul nouă pe Billboard 200 după lansarea din mai 2005. A fost condus de single-ul de succes al trupei, „Sugar, We're Goin' Down”, a ajuns numărul opt pe US Billboard Hot 100 în septembrie 2005, iar pe charturile din Regatul Unit în februarie 2006, trecând de la Alternative la Pop radio. „Dance, Dance”, al doilea single de pe album, de asemenea a fost un hit în top zece în Statele Unite și a fost certificat 3x Platină în 2014. Succesul albumului a făcut formația faimoasă printre adolescenți în America de Nord, iar la primul turneu în arene al formației veneau 10,000 de copii în fiecare noapte. Rolling Stone a scris ca „imnurile” trupei au fost distribuite prin MySpace și s-au conectat cu „adolescente care poartă blugi strâmți”. În sprijinul albumului From Under the Cork Tree, formația a susținut turnee internaționale epuizante, vizite la TRL, aparențe la emisiuni de noapte și ceremonii de premii muzicale. Formația au interpretat la festivale de muzică în 2005 și 2006, încluzând al treilea Nintendo Fusion Tour în toamna anului 2005, joining The Starting Line, Motion City Soundtrack, Boys Night Out, și Panic! at the Disco într-un turneu care trecea prin 31 de orașe. Albumul a adus formației o nominalizare Grammy pentru Cel mai bun artist nou, și a vândut peste 2.7 milioane de copii în Statele Unite, devenind cel mai bine vândut album al formației.

### 2007:Infinity on High

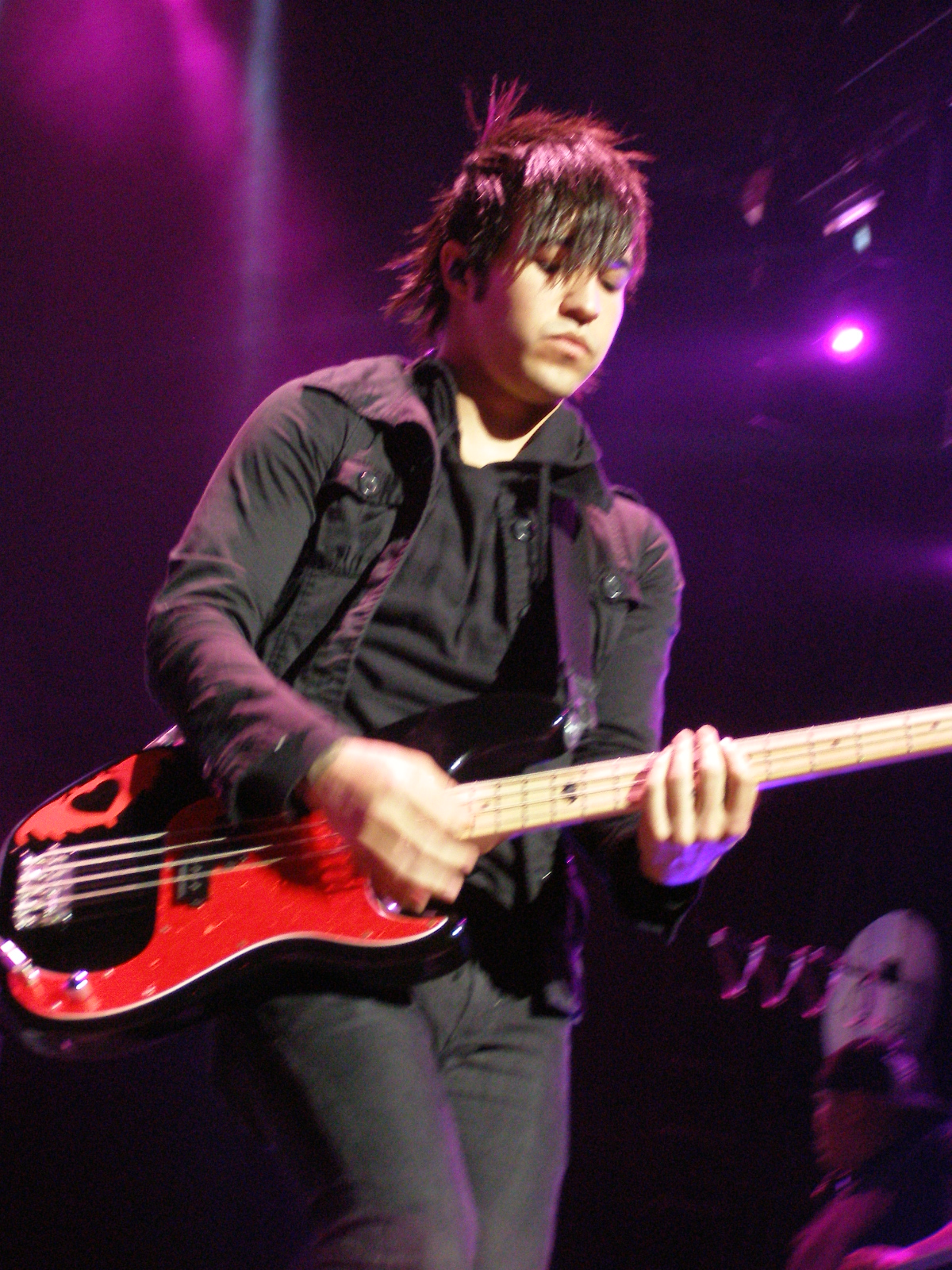
Pete Wentz în mai 2007. Wentz a devenit reprezentantul formației la mijlocul aniilor 2000.

În urma succesului multiplatinum al formației, „extrovertitul” Wentz a devenit cel mai remarcabil membru al trupei. El a mărturisit presei că a încercat să se sinucidă și a vorbit despre pozele nud care au apărut pe Internet în 2006. El a câștigat expunere adițională prin linia sa de haine, casa sa de discuri Decaydance (o amprentă a Fueled By Ramen), și relația cu artista pop Ashlee Simpson, ceea ce i-a făcut pe amândoi figuri ale tabloidelor în Statele Unite. Datorită succesului Premiului MTV Video Music, grupul a fost capul de afiș al turneului Black Clouds and Underdogs Tour, un eveniment pop punk care a inclus The All-American Rejects, Well-Known Secret, Hawthorne Heights, și From First to Last. De asemenea, turneul a inclus The Hush Sound și October Fall pentru jumătate din turneu. Ei au interpretat pentru 53 de dăți în Statele Unite, Canada, și Regatul Unit.
După ce au luat o pauză de două luni după turneul Black Clouds and Underdogs pentru a își promova albumul din 2005, From Under the Cork Tree, Fall Out Boy s-au întors în studio ca să lucreze la următorul album. Formația a început să compună cântece în timp ce erau în turneu, și au vrut să facă un album nou profitând de succesul lansării precedente. La începutul lui 2007, Fall Out Boy au lansat al treilea album de studio, Infinity on High, ca a două lor mare lansare cu Island. Albumul a marcat o schimbare în sunetul formației în care Fall Out Boy au implementat o mulțime de stiluri muzicale ca funk, R&B, și flamenco. În conformitate cu Billboard, Fall Out Boy „derivează mai departe din rădăcinile sale hardcore punk ca să scriuă piese pop din ce în ce mai accesibile”, o mică abatere de la fostul sunet mai pop punk al grupului predominant pe efortul din 2003, Take This to Your Grave.

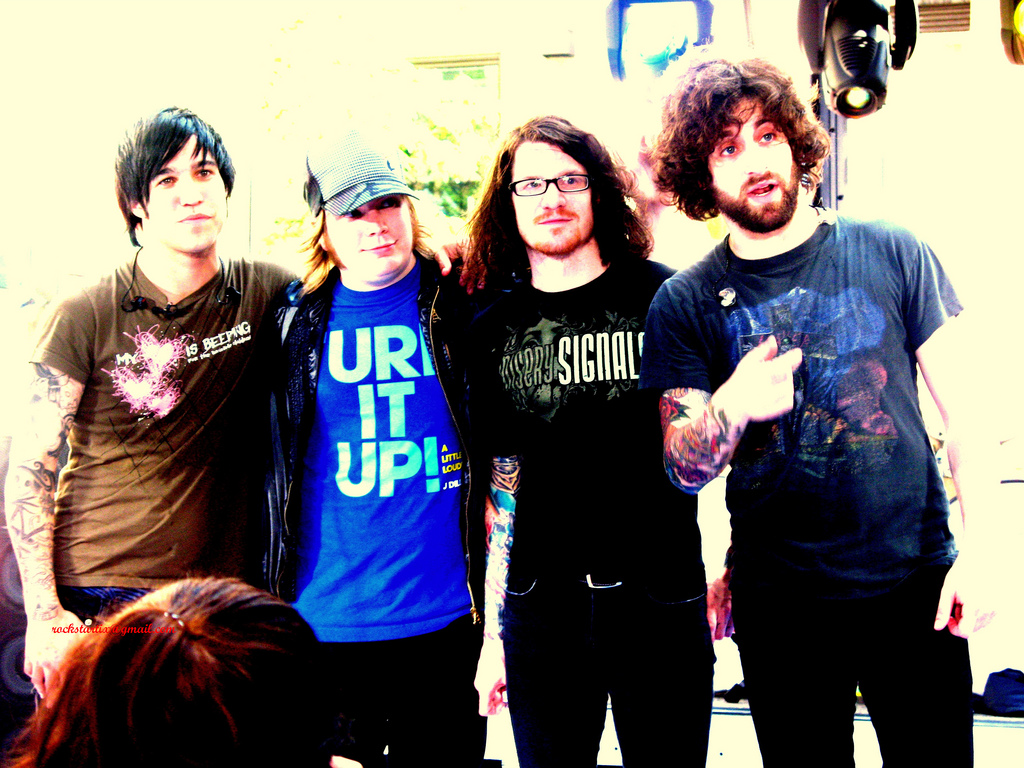
Fall Out Boy la The Today Show în Rockefeller Center.

Prima săptămână a albumului a fost un succes major și a fost săptămână cu cele mai multe vânzări ale formației, vânzând 260,000 de copii și debutând pa No. 1 pe US Billboard 200 și în top cinci peste tot în lume. Succesul a fost stimulat de single-ul principal „This Ain't a Scene, It's an Arms Race”, care a ajuns No. 2 în Statele Unite și Regatul Unit, de asemenea a ajuns în top cinci în multe alte țări. Despre decizia formației de a alege cântecul care să fie primul single, Wentz a comentat „S-ar putea ca pe album să fie cântece care ar putea fi radio hituri mai mari, dar acesta are mesajul potrivit”. „Thnks fr th Mmrs”, cel de-al doilea single a ajuns doar în afara top 10, la No. 11 și a vândut mai mult de două milioane de copii în Statele Unite. Și-a găsit cel mai mare succes în Australia unde a ajuns No. 3. În 2007, Fall Out Boy a ajuns la No. 9 pe chartul artiștilor cu cele mai bune vânzări digitale cu 4,423,000 de piese digitale vândute, conform Nielsen SoundScan. Albumul în sine a vândut peste două milioane de copii mondial și ulterior a fost certificat de către RIAA cu Platină.
Pe urmă Fall Out Boy au devenit capul de afiș al turneului Honda Civic Tour din 2007 ca să își promoveze albumul. Chiar dacă turneul a fost amânat din cauza unor probleme personale, a avut loc cu +44, Cobra Starship, The Academy Is... și Paul Wall. Formația au fost cap de afiș și pentru turneul Young Wild Things Tour, un turneu internațional cu Gym Class Heroes, Plain White T's și Cute Is What We Aim For. 
Inspirat de cartea pentru copii a lui Maurice Sendak din 1963, Unde lucrurile sălbatice sunt, turneul a inclus seturi proiectate de artistul Rob Dobi conținând imagini din carte. Turneul formației „de mare succes” pentru a promova Infinity a dus la lansarea albumului în concert din 2008, Live in Phoenix, care consistă din material live înregistrat în timpul unui concert din 22 iunie 2007, în Phoenix la Cricket Wireless Pavilion, o dată a turneului Honda Civic Tour. Discul conține de asemenea o versiune de studio a unui cover a piesei „Beat It” a lui Michael Jackson, iar chitaristul John Mayer are un solo de chitară în cântec. Piesa a fost lansată ca single și a stat mult timp în top zece pe iTunes.

### 2008–09:Folie à Deux
Membrii formației au decis să se îndepărteze de publicitate în timpul înregistrării celui de-al patrulea album, pentru că erau trași înapoi de publicitatea albumului Infinity on High. Sesiunile s-au dovedit a fi grele pentru formație. Stump a numit facerea albumului „dureroasă”, notând că el și Wentz s-au certat în privința multor lucruri, dezvăluind „Eu am aruncat ceva în cealaltă parte a camerei din cauza unei progresii de la major la minor”. În albumele precedente, Trohman simțea că el și Hurley nu aveau destulă libertate muzicală și că Stump și Wentz aveau tot controlul asupra trupei: „M-am simțit, „Frate, asta nu mai e formația mea”. Nu e vina nimănui, și nu vreau să fac să pară așa. Era mai mult un complex pe care l-am dezvoltat din ceea ce am citit. E greu să auzi, „Joe și Andy doar vin de-a lung pentru plimbare””. Pentru a schimba situația, Trohman a vorbit cu Stump despre grijile sale, care a dus la mai multă colaborare pe Folie à Deux. „M-a făcut să simt că dețin cântecele mai mult. M-a făcut să mă simt bucuros să contribui la Fall Out Boy și m-a făcut să-mi găsesc locul în formație”, a spus Trohman.
Cum lansarea albumului se apropiase, formația și managementul au aflat că va trebui să navigheze printre șanse în industria muzicală, făcând față la vânzări neașteptat de nepromițătoare, lipsa de echipamente necesare pentru videoclipurile muzicale, și criza economică înmuguritoare a Statelor Unite. Pentru a promova albumul, Wentz a lansat o campanie virală în august 2008, inspirată de romanul lui George Orwell, O mie nouă sute optzeci și patru (1949), și autocratica, aroganta organizație Fratele cel Mare. Folie à Deux, lansat în decembrie 2008, nu a fost un succes comercial la fel de mare ca predecesorul său, Infinity on High. A debutat la numărul opt pe US Billboard 200 vânzând 150,000 de copii în prima sa săptămână în timpul un săptămâni competitive cu alte debuturi mari, devenind cel de-al treilea album consecutiv de Fall Out Boy care a ajuns în top zece. Acesta este în contrast cu efortul precedent al formației care a a vut mai mult succes și a vândut 260,000 de copii în prima sa săptămână și a debutat la numărul unu pe chart. Folie a petrecut două săptămâni în top 20 dintre cele 22 de săptămâni pe chart. De asemenea a intrat pe chartul Billboard's Rock Albums and Alternative Albums la numărul trei. După două luni de la lansare, Folie à Deux a fost certificat Aur în Statele Unite de către Recording Industry Association of America (RIAA), vânzând 500,000 de copii. Single-ul principal, „I Don't Care”, a ajuns numărul douăzeci și unu pe Bilboard Hot 100, și a fost certificat Platină de către RIAA, vânzând un milion de copii.
Pentru a promova albumul, Fall Out Boy mers în turneul Believers Never Die Tour Part Deux, care a inclus date în Statele Unite și Canada. Programul turneului a devenit dificil pentru formație din cauza opiniei faniilor în privința Folie à Deux: audiența ar „huidui formația pentru că interpretau cântece de pe album în concert”, Stump descriind turneul pentru promovarea Folie ca „fiind ultimul act al unui show vodevil: Noi eram țintele legumelor stricate în hanorace Clandestine”. „Unii dintre noi erau mizerabili pe scenă”, a spus chitaristul Joe Trohman. „Alți erau doar beți”. O compilație de cele mai bune cântece, Believers Never Die – Greatest Hits, a fost lansată la toamnă, și urmând aceste evenimente, formația a decis să ia o pauză. Decizia a fost stimulată de neinteres în industria muzicală iar Stump a spus că „Am devenit puțin obosiți -- creativ și probabil ca oameni, de asemenea”. Stump a realizat că trupa avea nevoie disperată de o pauză; el a explicat grupului că hiatul este ceea ce le trebuie dacă vor ca formația să funcționeze în viitor. Toți membrii au simțit că dinamica grupului se schimbase și personalitățiile se dezvoltaseră.
Zvonurile au dus la o confuzie despre ceea ce această pauză înseamnă cu adevărat; Wentz a preferat să nu se refere la pauză ca un „hiat”, în schimb a explicat că formația se „decompresa”. Fall Out Boy au susținut ultimul lor concert la Madison Square Garden pe 4 octombrie 2009. Aproape de sfârșit, Mark Hoppus de la Blink-182 i-a ras capul lui Wentz, Rolling Stone descriind situația ca „curățare simbolică a trecutului, dar de asemenea începutul unui capitol foarte întunecat pentru formație”.

### 2010–12: Hiatul și carierele solo
Pe când pauza începuse, Stump s-a simțit cel mai rău și detesta imaginea „emo” a formației. Întorcându-se acasă din turneu, toboșarul Andy Hurley a spus „am trecut prin cea mai grea depresie prin care am fost. M uitam la calendar și era gol”. Wentz, care abuzase Xanax și Klonopin, a divorțat de soția sa Ashlee Simpson și s-a întors la terapie. „Eu am trecut din a fi tipul din Fall Out Boy la a fi tipul care, este pe afară mereu”, Wentz a dezvăluit. Înainte cunoscut ca „supraexpusul, disprețuitul” lider al formației, Wentz „pur și simplu a crescut”, împărțind custodia fiului său și acceptând maturitatea: „A existat o tăietură în viața mea. Am început să mă gândesc – ar fi tare să fiu mare”.
În timpul hiatului, membrii formației s-au concentrat pe propriile interese muzicale, care au întâlnit „diferite graduri de eșec”. Stump era singurul membru care să aibă o carieră solo în tip ce Fall Out Boy era în hiat, înregistrând albumul său de debut, Soul Punk de unul singur: el a scris, produs, și cântat la fiecare instrument de pe fiecare piesă de pe album. În plus, s-a căsătorit cu iubita sa și a slăbit mai mult de 27 de kilograme prin diete și exerciții. Stump a cheltuit mulți bani pe care i-a strâns pentru a își face o trupă care să îl însoțească în turnee pentru promovarea Soul Punk, dar vânzările de bilete erau rare și albumul nu a fost un succes comercial. În timpul unui moment particular închis în februarie 2012, Stump a scris un blog de 1500 de cuvinte numit „We Liked You Better Fat: Confessions of a Pariah”. În acea postare, Stump a vorbit despre recenziile negative a albumului și a statusului său de un „a fost” la 27 de ani. Stump a dezvăluit că a fost hărțuit de fani în timpul turneului său solo, primind insulte ca „Ne plăcea mai mult de tine când erai gras”, și a adăugat „Orice fel de notorietate ar fi avut Fall Out Boy, ea mă împiedică pe mine să o iau de la capăt”. În afară de Soul Punk și alte proiecte personale, Stump s-a dezvoltat ca textier/producător, scriind cântece cu Bruno Mars și All Time Low, și a făcut și puțină actorie.
Wentz a format duo-ul electro Black Cards cu vocalistul Bebe Rexha în iulie 2010. Proiectul a lansat un single înainte ca amânarea albumului a dus la plecarea lui Rexha în 2011. Black Cards l-au adăugat pe Spencer Peterson pentru completarea EP-ului Use Your Disillusion în 2012. Wentz de asemenea a terminat de scris un roman, Gray, la care a lucrat timp de șase ani în afara formației, și a devenit gazda reality tattoo show-ului Best Ink. Hurley s-a avântat mai mult în rock în timpul hiatului, fiind toboșarul mai multor formații în perioada de trei ani. El a continuat să își mențină casa de discuri, Fuck City, și a cântat la tobe pentru formațiile Burning Empires și Enabler. De asemenea, el a format grupul de heavy metal, The Damned Things cu Trohman, Scott Ian și Rob Caggiano de la Anthrax, și Keith Buckley de la Every Time I Die. În ciuda acesteia, membrii au rămas prieteni; Wentz era cel mai bun om al lui Stump la nunta lui. Hiatul a fost, luând totul în considerare, beneficial pentru grup și membrii săi, în conformitate cu Hurley. „Hiatul i-a ajutat pe toți să își dea seama cind sunt”, el a explicat în 2013. „Mai ales Joe și Patrick, care erau foarte tineri. Iar Pete este de un milion de ori mai bun”.

### 2013–14: Reformarea șiSave Rock and Roll
Stump și Wentz s-au întâlnit pentru prima dată după mulți ani la începutului lui 2012 pentru o sesiune de scris. Wentz l-a contactat pe Stump după ce și-a scris scrisoarea, pentru că și el s-a simțit într-un loc întunecat și avea nevoie de un outlet creativ. El a fost primul care să se apropie de Stump, asemănând apelul cu reconectarea cu o persoană iubită după ani de dușmănie. „Știu ce îți trebuie – ai nevoie de formația ta”, Wentz i-a spus lui Stump. „Cred că e cam ciudat că nu ne-am văzut deloc anul acesta. Am plătit pentru casele fiecăruia și nu-mi cunoști copilul”, a remarcat Wentz. Rezultatul, „trei sau patru” piese noi, au fost abandonate cu rapiditate, cei doi concluzând că „nu era corect și nu se simțea corect”. Câteva luni mai târziu, cei doi s-au reîntâlnit și au scris cântece care simțeau că reprezentau cu adevărat formația într-o formă modernă. Formația a decis că dacă va fi o revenire, trebuie să reprezinte trupa în forma ei actuală: „Noi nu am vrut să ne întoarcem doar din cauza zilelor de glorie, și, să strângem niște check-uri și să ne prefacem ... și să facem cea mai bună impresie a noastră din 2003”, zise Stump. După aceea, grupul a susținut o întâlnire secretă la casa managerului lor în New York City unde au discutat despre ideile lor și despre înregistrarea unui nou album. Trohman a fost ultimul contactat, printr-un apel de trei ore de la Stump. Cu, Trohman era cel mai fericit despre începerea unor noi proiecte, el a avut o listă de stipulații pentru care ar trebui să se întoarcă în formație. „Dacă nu mă întorc în formație ca să scriu muzică […] atunci nu vreau”, el a remarcat, iar Stump l-a dezarmat: „El a spus că eu trebuia să scriu mai mult”.
Scopul principal al formației era să își reinventeze sunetul de la zero, creând ceea ce Trohman numea „reimaginarea formației”, care se concentrează mai mult pe pop. Sesiunile au avut dificultăți, pentru că formația s-a zbătut încercând să producă material nou. Walker a pus la îndoială volatilitatea trupei, simțind că albumul nu va fi terminat urmând „dezastru după dezastru”. Albumul a fost înregistrat în secret față de industria muzicală, critici, și chiar de fani. În timp ce au negat specific că anunțul era o reuniune pentru că „nu s-au despărțit niciodată”, formația a anunțat un turneu de reuniune și detalii despre Save Rock and Roll pe data de 4 februarie 2013. Anunțul a inclus o fotografie cu membrii, care a fost făcut mai devreme în acea dimineață, înghesuiți înprejurul unui foc, aruncând copii ale albumurilor lor mai vechi în flăcări în locația originală a Disco Demolition Night (1979). Un mesaj pe website-ul lor oficial spunea „când eram copii singurul lucru care ne-a ajutat să trecem prin viață era muzica. Este motivul pentru care am început Fall Out Boy în primul rând. Aceasta nu este o reuniune pentru că nu ne-am despărțit niciodată. Trebuia să luăm o pauză și să facem muzică care contează pentru noi. Viitorul formațiri Fall Out Boy începe acum. Salvațo rock and roll-ul...”. Save Rock and Roll a debutat la numărul unu pe chart-ul Billboard 200, vânzând 154,000 de copii în Statele Unite în prima sa săptămână de vânzări, conform Nielsen SoundScan. Sosirea Save Rock and Roll a postat a treia cea mai mare săptămână de vânzări pentru formație, și le-a câștigat al doilea număr unu pe chart. Succesul comercial al formației a fost cel mai bine descris ca neașteptat de jurnaliști muzicali. Rolling Stone a numit revenirea formației „o renascendență uluitoare”, iar Entertainment Weekly a spus despre numărul unu că este „o realizare majoră pentru formația pe care mulți din industrie au respins-o ca regii genului al cărui timp trecuse”.

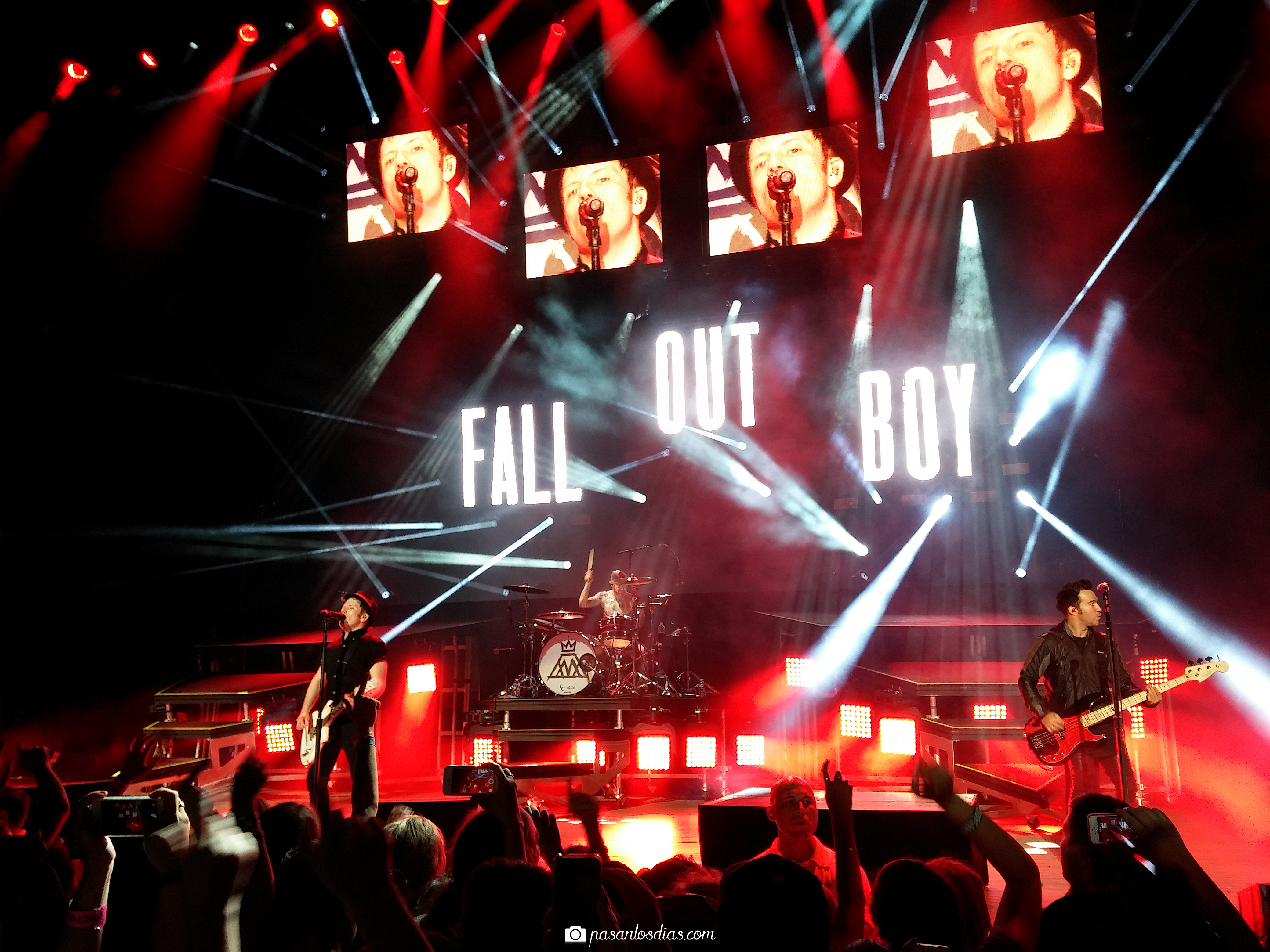
Fall Out Boy interpretând la un concert în timpul turneului Monumentour.

Single-ul principal al albumului, „My Songs Know What You Did in the Dark (Light Em Up)”, a ajuns numărul 13 pe Billboard Hot 100, marcând primul single din top 20 al formației de la coverul piesei „Beat It” de Michael Jackson din 2008. A fost certificat 3x Platină în SUA pentru mai mult de 3 milioane de vânzări. Inspirat în parte de Interstella 5555: The 5tory of the 5ecret 5tar 5ystem de Daft Punk, formația a lansat câte un videoclip muzical pentru fiecare cântec de pe album într-o serie intitulată The Young Blood Chronicles între februarie 2013 și mai 2014. De asemenea, formația a lansat un EP influențat de muzica hardcore punk, PAX AM Days, la sfârșitul lui 2013. Fall Out Boy a făcut un cover a piesei lui Elton John's (care a apărut pe piesa numită după Save Rock And Roll), „Saturday Night's Alright for Fighting” pentru cea de-a patruzecilea aniversare a re-lansării Goodbye Yellow Brick Road pe 25 martie 2014 cu alte coveruri de diferiți artiști.
Fall Out Boy au fost capul de afiș al turneelor Save Rock And Roll (incluzând SUA, Australia și Europa) și au cântat la festivale muzicale peste tot în lume pentru un an și jumătate. Ei au fost actul principal tirneului Monumentour cu Paramore în America de Nord pentru a încheia era Save Rock And Roll, și au lansat „Centuries” cu o săptămână după ce turneul se terminase.

### 2014–prezent:American Beauty/American Psycho
Pe data de 2 iunie 2014, Wentz a spus că el și Stump scriau muzică nouă. „Noi scriem. Tocmai ascultam ceva ce Patrick scrisese pe drum. Deci scriem, încheiem ciclul albumului în Africa de Sud în septembrie”. Într-un interviu cu Rock Sound în legătură cu statusul albumului, Wentz a comentat „Nu avem un timp stabilit încă. Am un fiu de două săptămâni iar Patrick va avea un bebeluș în octombrie, așa că se întâmplă multe”. De asemenea a spus că albumul va fi lansat cu greu la începutul lui 2015. În decembrie 2014 au susținut show-uri de Crăciun sponsorizate de posturi de radio, incluzând KROQ's Almost Acoustic Christmas.
„Centuries” - primul single de pe al șaselea album de Fall Out Boy - a avut premiera pe 8 septembrie 2014 la BBC Radio 1, fiind lansat mondial ziua următoare. Prin anii 2010, erau puține formații rock primind succes la radio și pe chart-uri, dar „Centuries” a ajuns No. 10 pe Billboard Hot 100 și No. 13 pe Billboard Mainstream Top 40. Fall Out Boy au apărut pe piesa „Back to Earth” de pe al doilea album al lui Steve Aoki, Neon Future I, care a fost lansat pe 30 septembrie 2014. Alt cântec numit „Immortals” a fost lansat pe data de 14 octombrie 2014, ca parte a coloanei sonore pentru filmul Walt Disney, Cei 6 super eroi. Ei au refăcut imnul echipei Chicago Bulls „Only the Bulls”, cu Lupe Fiasco.
Pe 24 noiembrie 2014, titlul celui de-al șaselea album de Fall Out Boy a fost anunțat să fie American Beauty/American Psycho și a fost lansat pe 20 ianuarie 2015. Piesa numită după album a avut premiera la BBC Radio 1 în Regatul Unit împreună cu dezvăluirea titlului albumului. American Beauty/American Psycho a debutat la No. 1 pe US Billboard 200 cu 192,000 de vânzări în prima sa săptămână și 218,000 în total, devenind al treilea album No. 1 de Fall Out Boy. Formația a susținut două concerte în cinstea lansării în ianuarie 2015, in Londra și Chicago. În februarie-martie, ei au interpretat la festivalul Soundwave în Australia pentru prima dată, cu încă două show-uri în Sydney și Brisbane. 
În iunie-august 2015, Fall Out Boy vor merge într-un turneu prin Statele Unite cu Wiz Khalifa, Hoodie Allen, și MAX numit „The Boys of Zummer Tour”. Au fost anunțate și concerte în Regatul Unit și Europa. Fall Out Boy au fost primi care să ajungă în „Hall of Wood” la Premiile MtvU Woodie 2015 și au interpretat un amestec de cinci piese. Ei au câștigat Premiul Woodie pentru Streaming pentru „Grand Theft Autumn” la prima ceremonie în 2004. Fall Out Boy i-au introdus pe Green Day la Rock and Roll Hall of Fame pe 18 aprilie 2015. Pe 18 mai, Fall Out Boy au interpretat cântecul „Uma Thurman” cu Wiz Khalifa la 2015 Billboard Awards Show.

## Stilul muzical și influențe

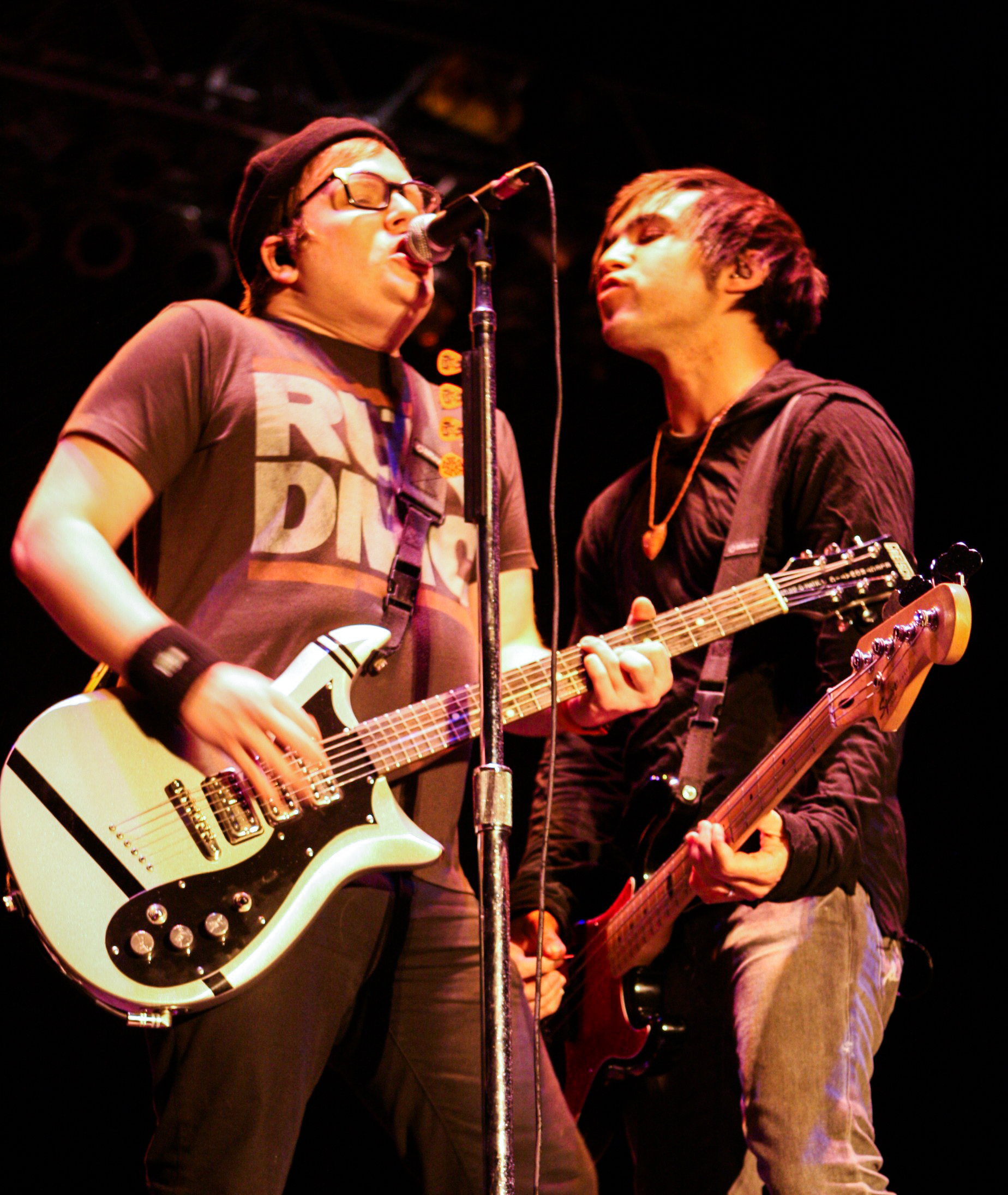
Majoritatea melodiilor formației sunt create de Stump (stânga), în timp ce versurile sunt scrise de Wentz (dreapta).

În timp ce sunt considerați o formațoe pop punk de mulți, Fall Out Boy a fost descrisă, de asemenea, ca pop rock și emo și citează grupul emo The Get Up Kids ca o influență împreună cu multe alte formații. Când a fost intervievat pentru un articol în retrospectivă de Alternative Press pe când The Get Up Kids s-au despărțit în 2005, Pete Wentz a spus că „Fall Out Boy nu ar fi o formație dacă nu erau The Get Up Kids”. La începuturile carierei trupei, când Jared Logan producea album lor de debut, el l-a întrebat pe bassistul Pete Wentz ce sunet voia formația pentru înregistrări. Wentz a răspuns prin „dându-i primele două albume de New Found Glory”. Wentz i-a numit influențe pe Green Day, Ramones, Screeching Weasel, Metallica, Earth Crisis, Gorilla Biscuits și Lifetime. Formația își recunoaște rădăcinile hardcore punk ca pe o influență; toți cei patru membrii au fost implicați în scena hardcore din Chicago înainte de Fall Out Boy. Wentz a descris afilierea formației cu genul spunând „Cred că lucrul interesant este că suntem toți copii hardcore care scriu muzică pop... Ne dă un stil diferit pentru că înăuntru suntem mereu hardcore. Acel aspect va fi mereu evident în muzică. Noi suntem copii hardcore care nu puteau să se oprească din a fi copii hardcore”. El s-a referit la genul formației Fall Out Boy ca „softcore”: hardcore punk amestecat cu sensibilitate pop. Cântărețul principal Patrick Stump, totuși, este și el influențat de artiști pe care i-a ascultat în timp ce creștea, în special Prince, David Bowie și Michael Jackson.
Albumele de Fall Out Boy Take This to Your Grave și From Under the Cork Tree au amândouă sunete și influențe pop punk și punk rock, iar Infinity on High conține o mare gamă de stiluri și instrumentație, incluzând aranjamente orchestrale și corale („Thnks fr th Mmrs” și „You're Crashing, But You're No Wave”) și o baladă la pian mai lentă („Golden”). Influențe R&B pe Infinity on High se află pe cântece ca „This Ain't a Scene, It's an Arms Race” iar două piese de pe album au fost produse de cântărețul/producătorul R&B Babyface. Pe Folie à Deux, Fall Out Boy continuă să își evolueze sunetul, cu mai puțin sunet pop punk și au folosit mai mult pian („What a Catch, Donnie”, „Headfirst Slide into Cooperstown on a Bad Bet”, și „20 Dollar Nose Bleed”), sintetizatoare, și artiști invitați. Formația arată de asemenea un număr de influențe, cu piesa de deschidere împrumutând o secvență din cântecul „Baba O'Riley” de The Who. Grupul a lucrat cu mulți producători și artișto, printre case se află The Neptunes, Timbaland, Ryan Adams, Lil Wayne și Kanye West, pe care Patrick Stump i-a descris ca „Prince al generației sale”
O parte centrală în sunetul formației Fall Out Boy este ținută în versurile formației, în mare parte scrise de bassistul Pete Wentz, care folosește ironia și alte dizpozitive literare pentru a își narata experiențele personale și poveștile. Wentz a spus, „Eu scriu despre ce pățesc în majoritatea timpului, sau ce îmi imaginez despre ce pățesc oamenii în majoritatea timpului”. El își ia inspirația de la autori ca Charles Bukowski, Ernest Hemingway, și JT LeRoy, precum și de la rapperi ca Lil Wayne, pe care l-a descris ca influența sa principală în timp ce scria Infinity on High. În materialul mai vechi al Fall Out Boy, Wentz a scris mai mult despre iubire și inimi frânte. Temele adresate pe From Under the Cork Tree includ narcisism și megalomanie, în timp ce multe piese de pe Infinity on High discută suișurile și coborâșurile faimei. În timp ce scria Folie à Deux, el a explorat dileme morale și deficiențe societale, precum și concepte ca încrederea, infidelitatea, responsabilitatea, și comiterea. În timp ce albumul conține nuanțe politice, formația a vrut să evite să vorbească despre aceste teme, lăsând multe versuri deschise pentru interpretările ascultătorilor.

## Membrii
| Membrii actuali - Patrick Stump – vocale, pian (2001–prezent); chitară ritmică (2002–prezent) - Joe Trohman – chitară, voce de fundal (2001–prezent) - Pete Wentz – chitară bass, voce de fundal (2001–prezent) - Andy Hurley – tobe, instrument de percuție (2003–prezent), voce de fundal (2013–prezent) | Foști membrii - T.J. Kunasch – chitară, voce de fundal (2001–2002) - Brandon Hamm – chitară, voce de fundal (2002) - Ben Rose – tobe, instrument de percuție (2001) - Mike Pareskuwicz – tobe, instrument de percuție (2001–2003) |

## Discografie

### Albume de studio
- Take This to Your Grave (2003)
- From Under the Cork Tree (2005)
- Infinity on High (2007)
- Folie à Deux (2008)
- Save Rock and Roll (2013)
- American Beauty/American Psycho (2015)

## Premii și nominalizări
| An   | Beneficiar                                             | Premiu                                                                | Rezultat     |
| ---- | ------------------------------------------------------ | --------------------------------------------------------------------- | ------------ |
| 2004 | „Grand Theft Autumn”                                   | MtvU Woodie Award – Streaming                                         | Câștigat     |
| 2005 | „Sugar, We're Goin Down”                               | MTV Video Music Award – MTV2 Award                                    | Câștigat     |
| 2006 | „Dance, Dance”                                         | MuchMusic Video Award – People's Choice: Favorite International Group | Câștigat     |
| 2006 | „Sugar, We're Goin Down”                               | Kerrang! Award – Best Single                                          | Nominalizare |
| 2006 | „Sugar, We're Goin Down”                               | Kerrang! Award – Best Video                                           | Câștigat     |
| 2006 | „Dance, Dance”                                         | Teen Choice Award – Rock Track                                        | Câștigat     |
| 2006 | „Dance, Dance”                                         | Teen Choice Award – Single                                            | Câștigat     |
| 2006 | Fall Out Boy                                           | Teen Choice Award – Rock Group                                        | Câștigat     |
| 2006 | Fall Out Boy                                           | MTV Video Music Award – Viewer's Choice                               | Câștigat     |
| 2006 | Fall Out Boy                                           | Grammy Award – Best New Artist                                        | Nominalizare |
| 2007 | „This Ain't a Scene, It's an Arms Race”                | Kerrang! Award – Best Video                                           | Câștigat     |
| 2007 | „Thnks fr th Mmrs”                                     | Teen Choice Award – Single                                            | Câștigat     |
| 2007 | Fall Out Boy                                           | Teen Choice Award – Best Group                                        | Câștigat     |
| 2007 | Fall Out Boy                                           | MTV Video Music Award – Best Group                                    | Câștigat     |
| 2007 | „Thnks fr th Mmrs”                                     | Nickelodeon Kids Choice Award – Single                                | Câștigat     |
| 2008 | „The Take Over, the Breaks Over”                       | MuchMusic Video Award – People's Choice: Favorite International Video | Câștigat     |
| 2008 | Fall Out Boy                                           | TMF Award – Best Live International                                   | Câștigat     |
| 2008 | Fall Out Boy                                           | TMF Award – Best Rock International                                   | Câștigat     |
| 2008 | Fall Out Boy                                           | TMF Award – Best Alternative International                            | Câștigat     |
| 2008 | „Beat It”                                              | MTV Video Music Award – Best Rock Video                               | Nominalizare |
| 2008 | Fall Out Boy                                           | Teen Choice Award – Choice Rock Group                                 | Nominalizare |
| 2008 | Pete Wentz                                             | Teen Choice Award – Choice Hotties                                    | Nominalizare |
| 2009 | „I Don't Care”                                         | NRJ Music Award – Best International Band                             | Nominalizare |
| 2013 | „The Phoenix”                                          | Kerrang! Award – Best Single                                          | Câștigat     |
| 2013 | „My Songs Know What You Did In The Dark (Light Em Up)” | MTV Video Music Award – Best Rock Video                               | Nominalizare |
| 2013 | Fall Out Boy                                           | MTV Europe Music Awards – Best Alternative                            | Nominalizare |
| 2014 | Fall Out Boy                                           | People's Choice Awards – Favorite Alternative Band                    | Câștigat     |
| 2014 | Fall Out Boy                                           | Billboard Music Awards – Top Rock Artist                              | Nominalizare |
| 2014 | Save Rock and Roll                                     | Billboard Music Awards – Top Rock Album                               | Nominalizare |
| 2014 | Fall Out Boy                                           | Kerrang! Awards – Best International Band                             | Câștigat     |
| 2014 | Save Rock and Roll Tour                                | Kerrang! Awards – Best Event                                          | Câștigat     |
| 2014 | Pete Wentz                                             | Kerrang! Awards – Tweeter of the Year                                 | Nominalizare |
| 2014 | Fall Out Boy                                           | Alternative Press Award – Artist of the Year                          | Câștigat     |
| 2014 | Fall Out Boy                                           | Alternative Press Award – Best Live Band                              | Nominalizare |
| 2014 | Save Rock and Roll                                     | Alternative Press Award – Album of the Year                           | Nominalizare |
| 2014 | „My Songs Know What You Did in the Dark (Light Em Up)” | Alternative Press Award – Song of the Year                            | Nominalizare |
| 2014 | Pete Wentz                                             | Alternative Press Award – Best Bassist                                | Nominalizare |
| 2014 | Fall Out Boy & The Band Perry                          | CMT Music Award – CMT Performance of the Year                         | Nominalizare |
| 2014 | Fall Out Boy                                           | World Music Award – World's Best Alternative Act                      | Câștigat     |
| 2014 | Fall Out Boy                                           | World Music Award – World's Best Group                                | Nominalizare |
| 2014 | Fall Out Boy                                           | World Music Award – World's Best Live Act                             | Nominalizare |
| 2014 | Save Rock and Roll                                     | World Music Award – World's Best Album                                | Nominalizare |
| 2014 | „My Songs Know What You Did in the Dark (Light Em Up)” | World Music Award – World's Best Song                                 | Nominalizare |
| 2014 | „My Songs Know What You Did in the Dark (Light Em Up)” | World Music Award – World's Best Music Video                          | Nominalizare |
| 2015 | Fall Out Boy                                           | Billboard Music Award – Top Rock Artist                               | Nominalizare |
| 2015 | „Centuries”                                            | Billboard Music Award – Top Rock Song                                 | Nominalizare |
| 2015 | „Centuries”                                            | Teen Choice Award – Choice Song: Group                                | În așteptare |
| 2015 | Fall Out Boy                                           | Teen Choice Award - Choice Music Group: Male                          | În așteptare |